# Ígor Jaratin
Ígor Jaratin (en ucraniano: Ігор Ігорович Харатін; Mukáchevo, 2 de febrero de 1995) es un futbolista ucraniano que juega de centrocampista en el N. K. Veres Rivne de la Liga Premier de Ucrania.

## Selección nacional
Jaratin fue internacional sub-16, sub-17, sub-18, sub-19 y sub-21 con la selección de fútbol de Ucrania. En septiembre de 2020 fue convocado con la selección absoluta para disputar los dos partidos de la Liga de Naciones de la UEFA 2020-21 ante Suiza y España, debutando oficialmente el 6 de septiembre de 2020 frente a la selección española.

## Clubes
| Club                           | País       | Año       | Partidos | Goles |
| ------------------------------ | ---------- | --------- | -------- | ----- |
| F. C. Dinamo de Kiev           | Ucrania    | 2012-2016 | 1        | 0     |
| F. C. Metalist Járkov (cedido) | Ucrania    | 2016      | 8        | 0     |
| F. C. Zarya Lugansk            | Ucrania    | 2016-2018 | 81       | 9     |
| Ferencváros T. C.              | Hungría    | 2019-2021 | 108      | 11    |
| Legia de Varsovia              | Polonia    | 2021-2024 | 25       | 1     |
| F. C. DAC 1904 Dunajská Streda | Eslovaquia | 2024      | 7        | 0     |
| F. C. Kolos Kovalivka          | Ucrania    | 2024-2025 | 3        | 0     |
| N. K. Veres Rivne              | Ucrania    | 2025-     | 13       | 3     |

## Palmarés

### Títulos nacionales
| Título                  | Club                 | País    | Año  |
| ----------------------- | -------------------- | ------- | ---- |
| Liga Premier de Ucrania | F. C. Dinamo de Kiev | Ucrania | 2015 |
| Copa de Ucrania         | F. C. Dinamo de Kiev | Ucrania | 2015 |
| Nemzeti Bajnokság I     | Ferencváros T. C.    | Hungría | 2019 |
| Nemzeti Bajnokság I     | Ferencváros T. C.    | Hungría | 2020 |
| Nemzeti Bajnokság I     | Ferencváros T. C.    | Hungría | 2021 |
| Copa de Polonia         | Legia de Varsovia    | Polonia | 2023 |
| Supercopa de Polonia    | Legia de Varsovia    | Polonia | 2023 |